# Bebelplatz

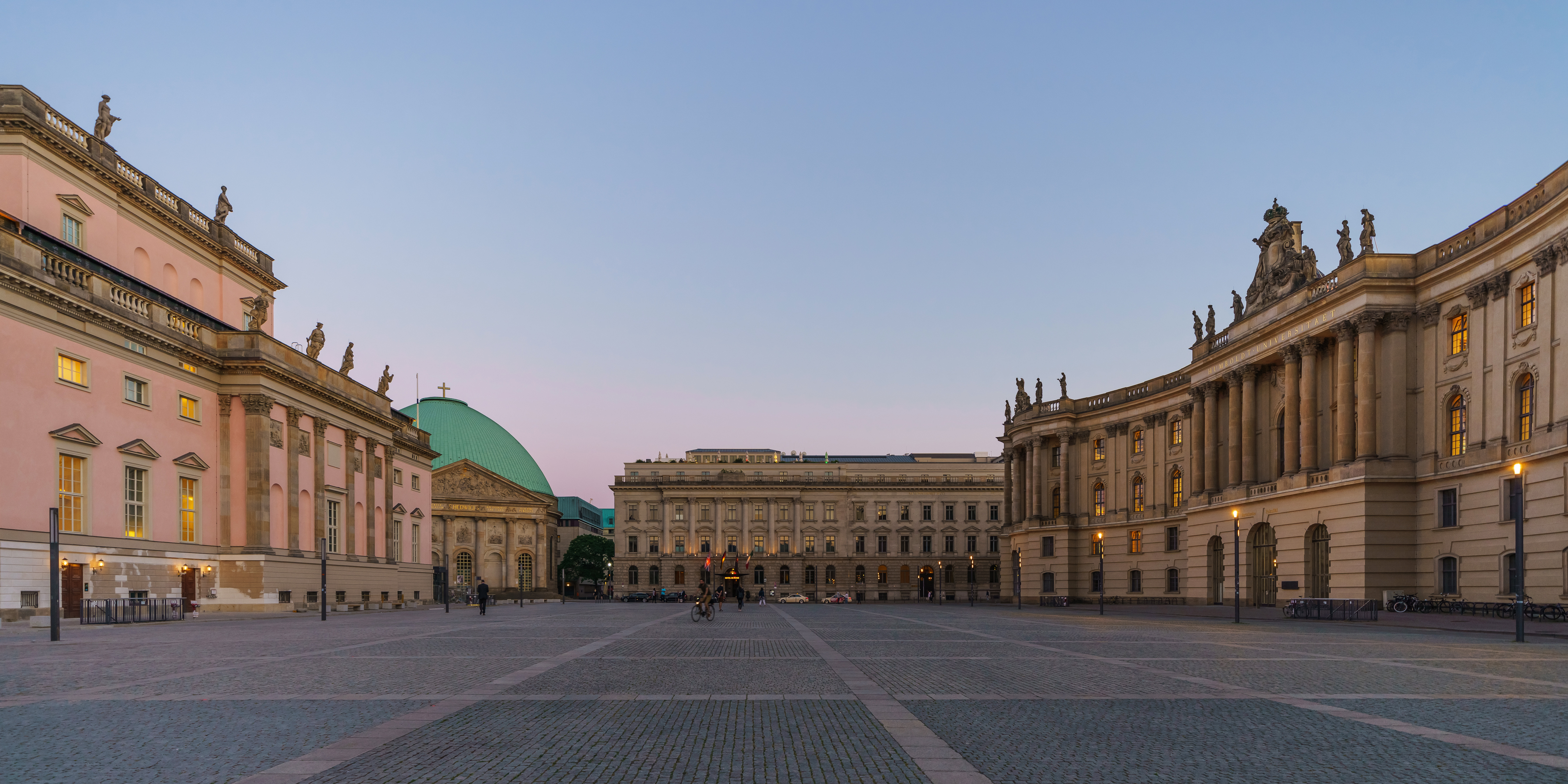
Vue panoramique de la place. De gauche à droite : l'opéra d'État, la cathédrale Saint-Edwige, l'hôtel de Rome, la Alte Bibliothek et deux travées du Vieux Palais.

La Bebelplatz (anciennement Opernplatz) est une place publique de Berlin, en Allemagne. Elle correspondait à ce qui est aussi connu sous le nom de Forum Fridericianum. La place est sur le côté sud de l'avenue Unter den Linden, l'un des axes principaux est-ouest dans le centre de la ville. Elle est délimitée à l'est par l'opéra d'État (d'où son nom d'avant-guerre), à l'ouest par des bâtiments de l'université Humboldt et, au sud, par la cathédrale Saint-Edwige, la plus ancienne église catholique de Berlin encore ouverte au culte.
August Bebel était un dirigeant du Parti social-démocrate d'Allemagne du XIXe siècle.

## Histoire
Cet ensemble trouve son origine dans un plan urbanistique entrepris sous le règne de Frédéric II de Prusse. La place est prévue à l'articulation des nouveaux quartiers de Dorotheenstadt et Friedrichstadt. Le « Forum Fridericianum » devait conférer à la monarchie prussienne un rayonnement artistique et scientifique à l'échelle européenne sans précédent. Un opéra, une académie des sciences, un château étaient projetés. Ce rêve de grandeur a cependant pâti des mauvaises finances du roi de Prusse grevées par les guerres, et des aménagements successifs qui ont déséquilibré l'ensemble. Seul l'opéra fut construit selon les plans initiaux. 

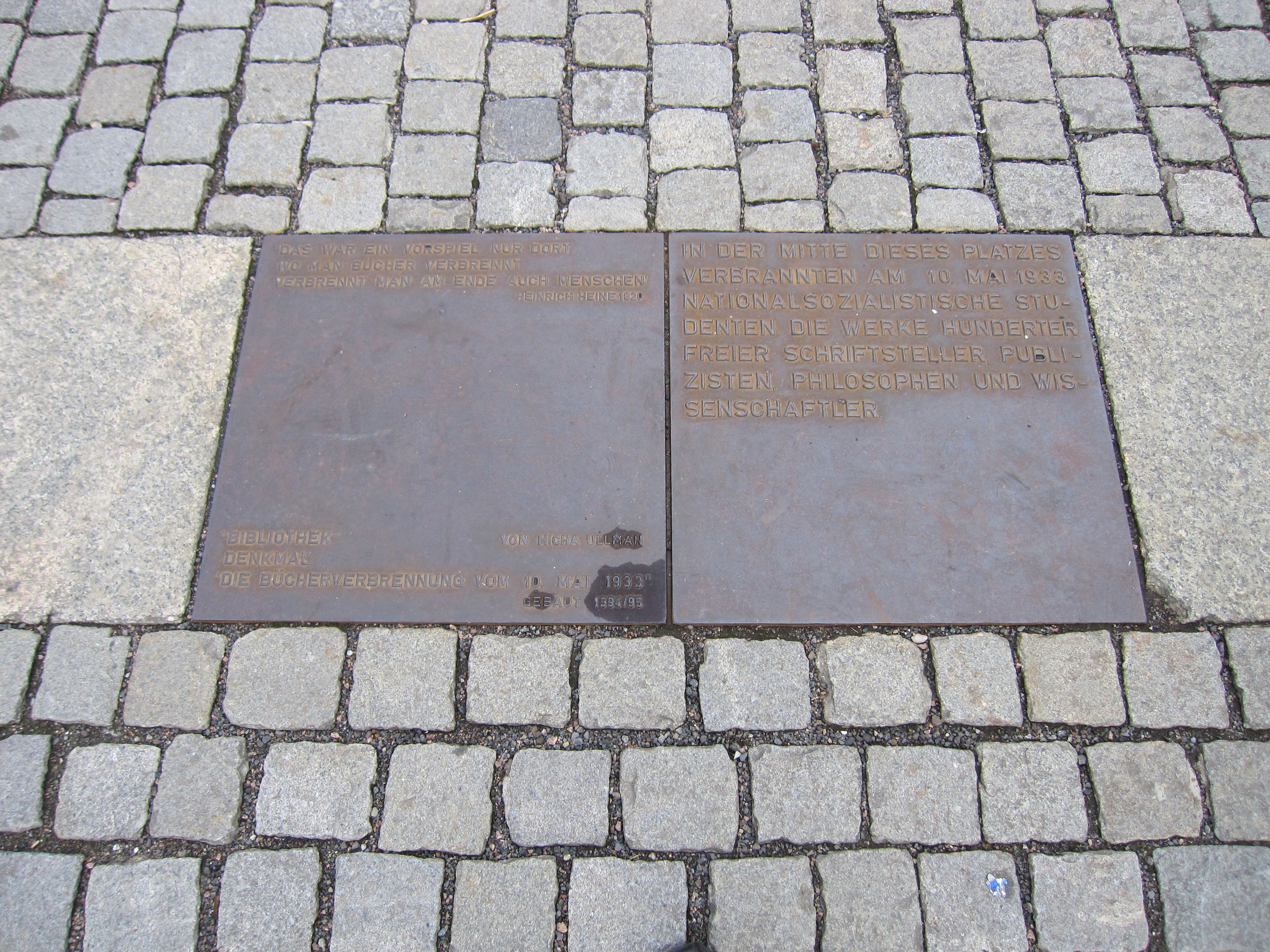
Plaque commémorative de l'autodafé.

La Bebelplatz est surtout connue comme le site de l'autodafé des livres du 10 mai 1933 par les membres de la SA et des groupes de jeunes nationaux-socialistes, sur l'instigation du ministre de la propagande, Joseph Goebbels. Ce jour-là, des étudiants brûlèrent 20 000 livres « non allemands » pris dans les bibliothèques et les librairies. Les étudiants firent la chaîne pour jeter les livres dans les flammes, dans les hourras, pendant qu'un condisciple déclamait les noms des auteurs concernés. Après Karl Marx et Karl Kautsky, vinrent les noms de 19 écrivains parmi lesquels entre autres, Bertolt Brecht, Alfred Döblin, Lion Feuchtwanger, Sigmund Freud, Erich Kästner, Heinrich Mann, Carl von Ossietzky, Erich Maria Remarque, Kurt Tucholsky, Franz Werfel, Arnold Zweig et Stefan Zweig.
À minuit, Goebbels arriva et prononça un discours sur l'émergence d'un monde nouveau.
Depuis 1947, la place porte le nom du socialiste allemand August Bebel (1840-1913), cofondateur du SPD.

### Époque contemporaine

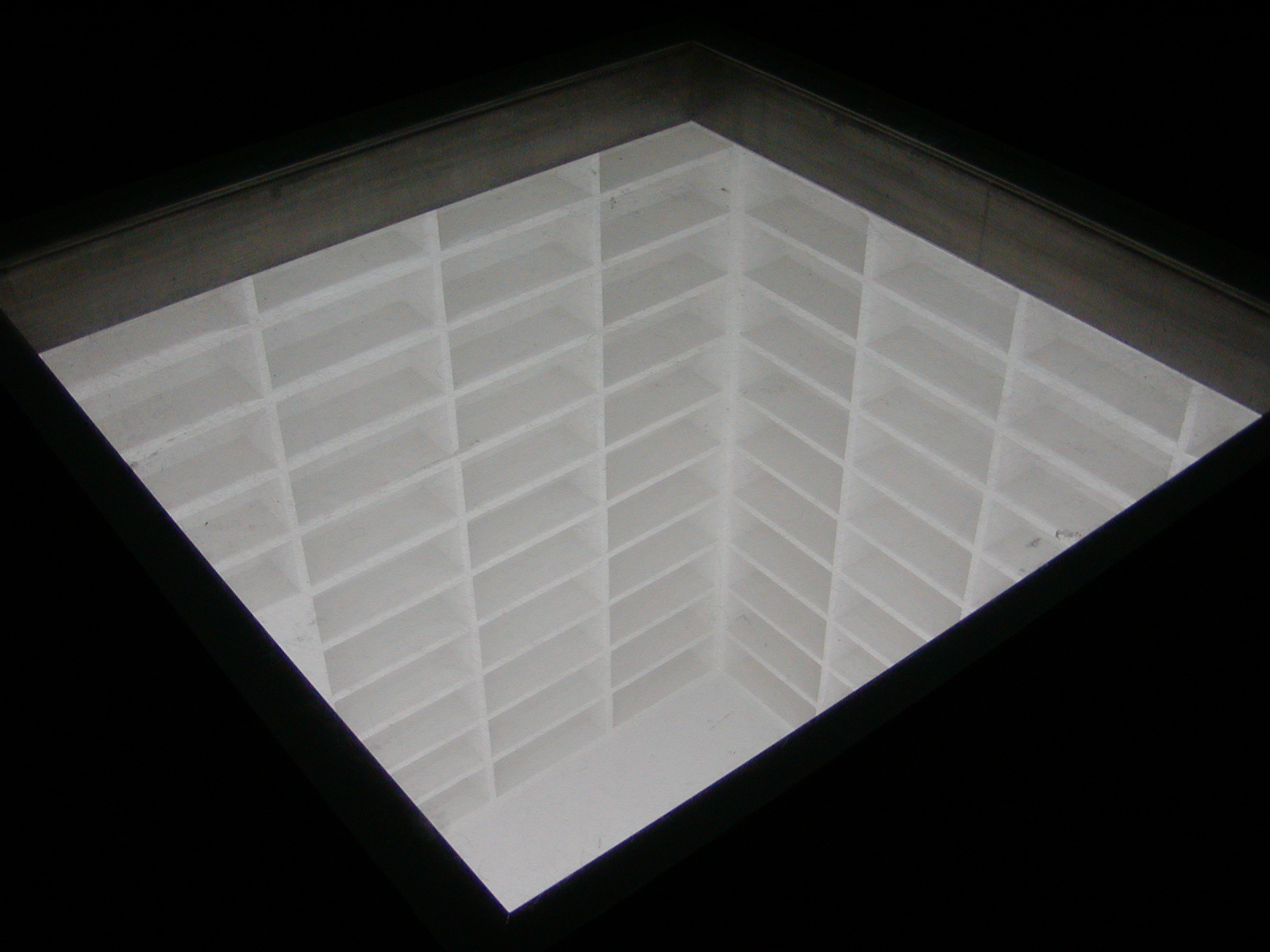
La Bibliothèque engloutie.

Aujourd'hui, la Bibliothèque engloutie (Versunkene Bibliothek) de l'artiste Micha Ullman (en) rappelle l'événement. Sous une plaque de verre posée sur le sol, les passants peuvent apercevoir une bibliothèque aux étagères vides. Un vers de Heine est gravé : 

« Là où on brûle les livres, on finit par brûler les hommes. »

Les étudiants à l'université Humboldt organisent chaque année une vente de livres sur la place pour rappeler l'événement.

## Analyse « politique » duForum Fridericianum
Dans son Histoire de la Prusse, Christopher Clark propose une analyse intéressante du programme proposé par le fils et successeur de Frédéric-Guillaume Ier de Prusse, et traduit dans cet espace-clef du centre de Berlin : 

« Frédéric projetait […] dans l'architecture l'autorité abstraite de l’État. Cette notion n'est sans doute nulle part mieux exprimée que dans l'ensemble des bâtiments publics qui bordent le Forum Fridericianum (à présent Bebelplatz) au début de l'Unter den Linden, au centre de Berlin. L'une des premières mesures prises par le nouveau roi Frédéric II fut d'ordonner à l'architecte de la Cour Georg Wenceslaus von Knobelsdorff de bâtir un opéra sur le côté est de la place. Ce théâtre était l'un des plus grands d'Europe, pouvant accueillir jusqu'à 2 000 spectateurs. Jouxtant l'Opéra sur son flanc sud, la cathédrale Sainte-Edwige , édifiée en l'honneur des sujets catholiques du roi, est un monument remarquable à la tolérance religieuse au cœur même de la cité luthérienne. Pour souligner le message, le portique de l'église fut dessiné d'après celui du très syncrétique Panthéon de la Rome antique. Dans les années 1770, une nouvelle et spacieuse Bibliothèque royale fut construite sur le côté ouest de la place.
Ces projets comportaient bien sûr des éléments traditionnels de représentation de la monarchie, mais le Forum était également le reflet conscient des ambitions culturelles de l’État. […] L'Opéra et la Bibliothèque restèrent ouverts au grand public après leur inauguration. L'élément le plus frappant de cet ensemble était l'absence de palais royal. Frédéric II voulait à l'origine en faire construire un, mais il se désintéressa de ce projet après la deuxième guerre de Silésie. L'Opéra fut ainsi le premier bâtiment de ce type au nord des Alpes à ne pas être physiquement accolé à une demeure royale. La Bibliothèque royale était également un bâtiment indépendant, ce qui était très inhabituel pour la période. Le Forum était, en d'autres termes, une Residenzplatz sans Residenz (palais) ; le contraste avec pratiquement toutes les places européennes de ce type frappait les visiteurs. En architecture, comme dans la personne même du roi, la représentation de l’État prussien  était déconnectée de la représentation de la dynastie prussienne »

## Galerie

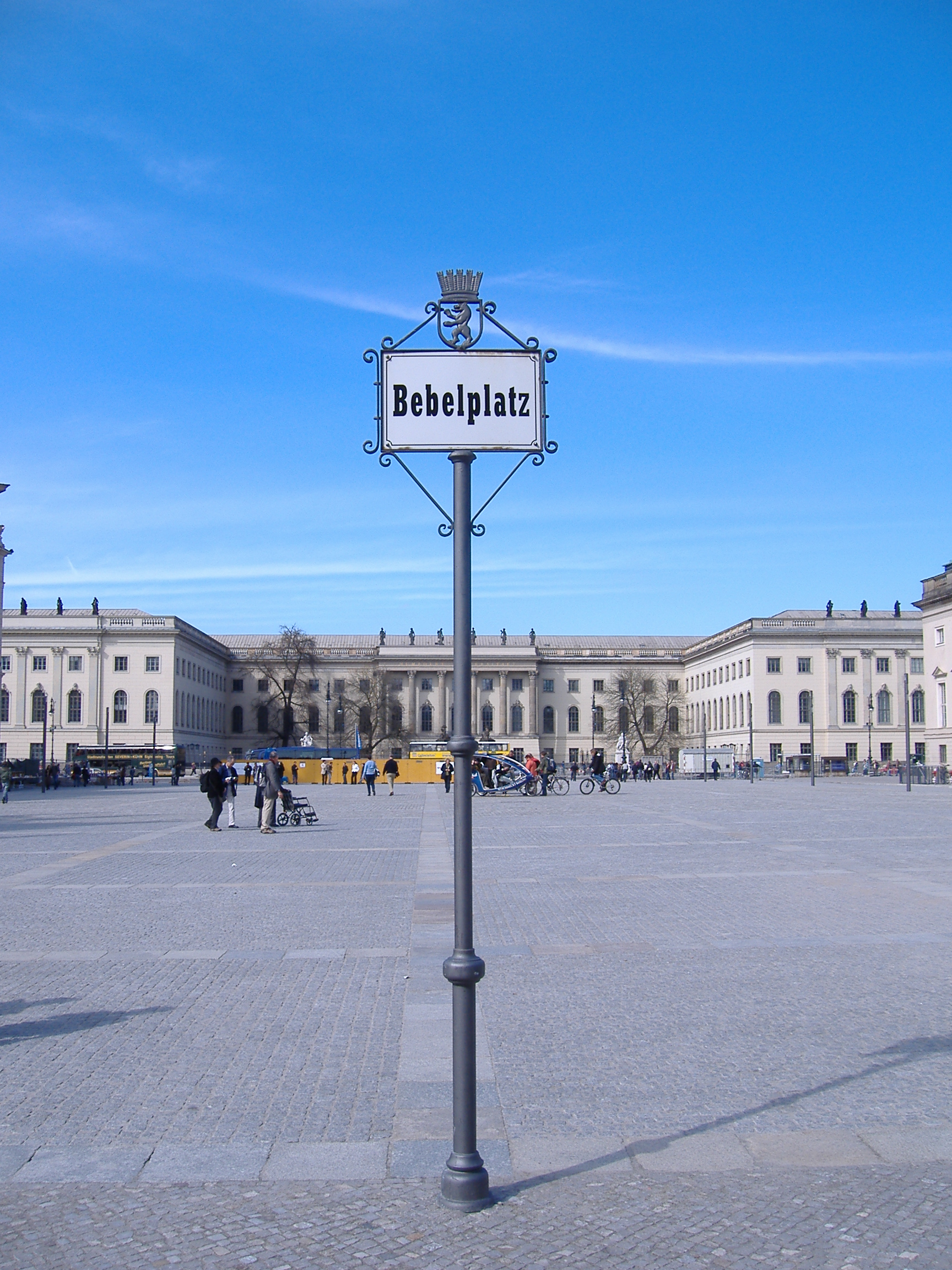
La Bebelplatz vers le nord.
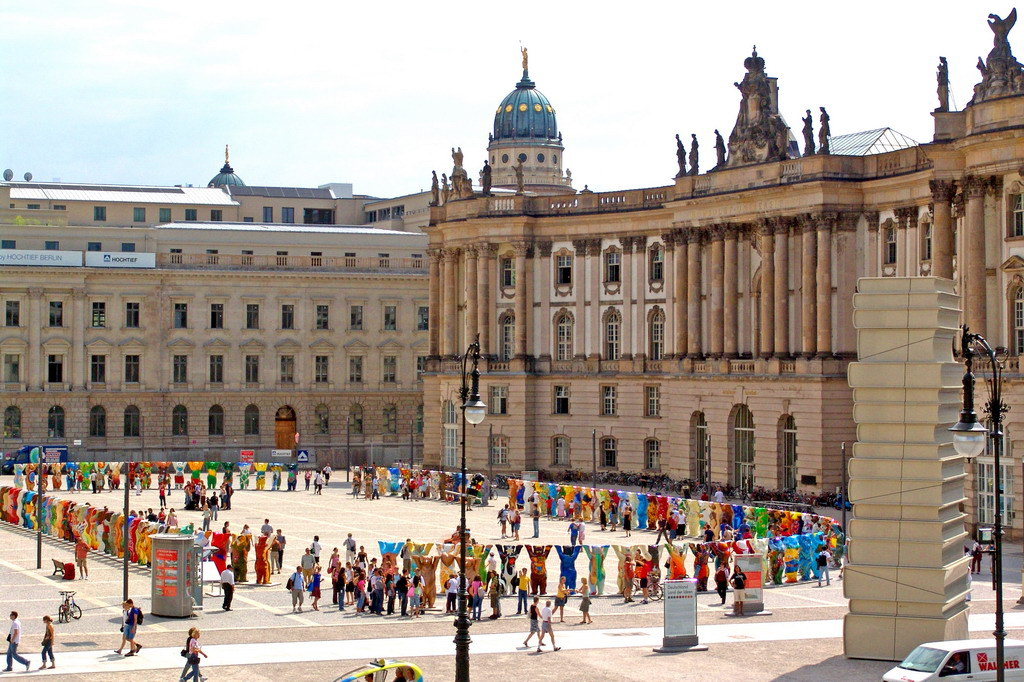
Bebelplatz avec les « Buddy Bears », symbole berlinois de la tolérance et de l'entente entre les peuples.
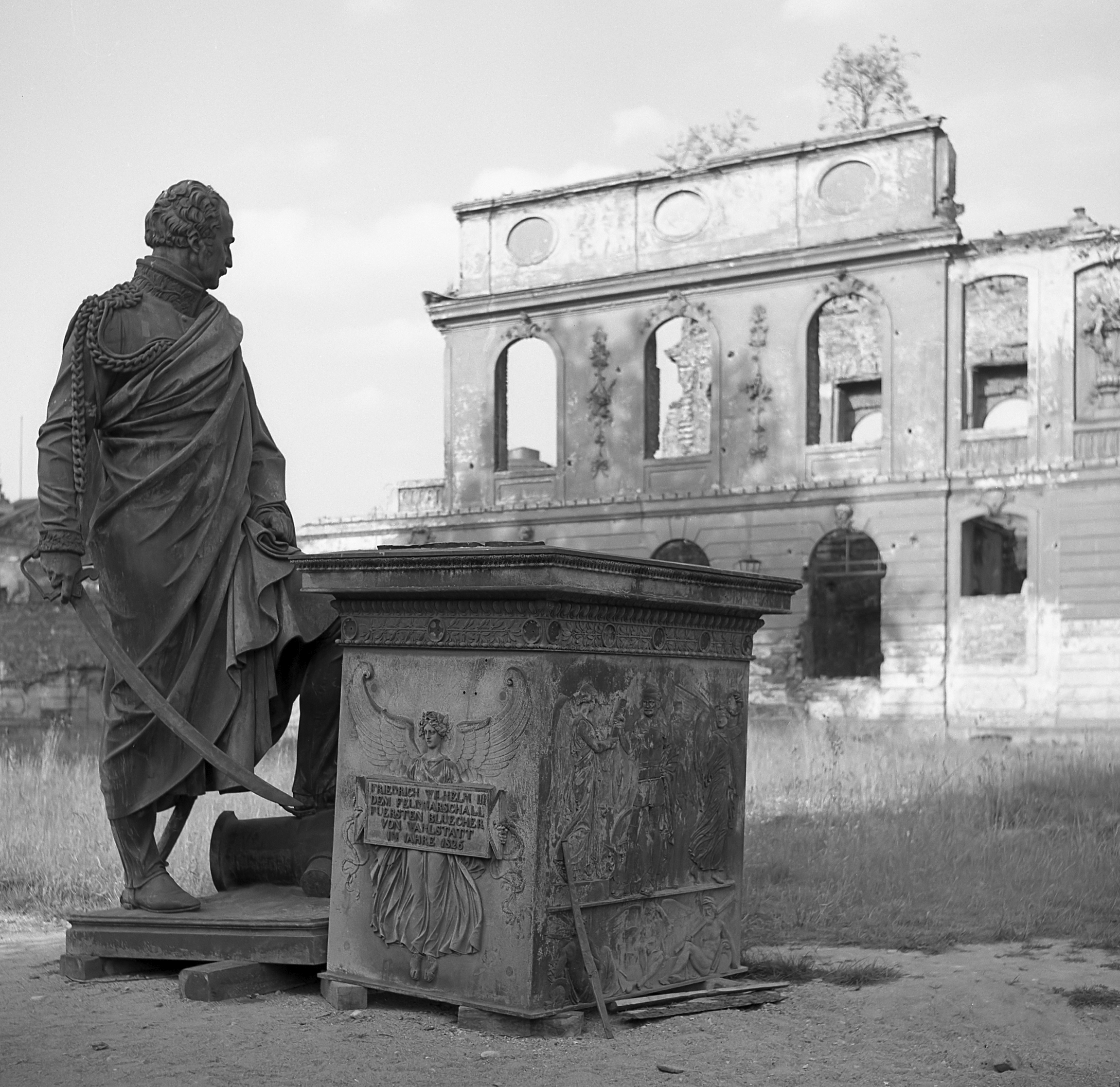
Monument à Gebhard Leberecht von Blücher sur la Bebelplatz. À l'arrière plan, des ruines de la Seconde Guerre mondiale. Photo de 1961.